# Wasseiges
Wasseiges là một đô thị tọa lạc ở tỉnh Liège, Bỉ. Tại thời điểm ngày 1 tháng 1 năm 2006 Wasseiges có tổng dân số 2.517 người. Tổng diện tích là 24,45 km² với mật độ dân số 103 người trên mỗi km².